# Andreas Berggren

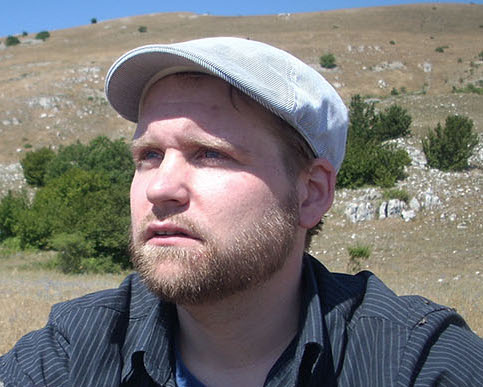
Andreas Berggren under arbetet med en installation i Italien 2009.

Åke Andreas Berggren, tidigare Söderström, född 2 november 1977 i Sikfors i Piteå landsförsamling, är en svensk konstnär.

## Utbildning och yrkesverksamhet
Andreas Berggren var lärling hos Ingvar Strandh och lärde  sig gamla binderitekniker; han fick dekorera på Stockholms slott, vid Melodifestivalen samt bygga utställningar.  Han blev senare assistent till den danske blomsterkonstnären Tage Andersen under hans utställningar i Sverige. Berggren har arbetat som lärare inom floristik, finns omnämnd i läroboken Blomsterdekorering och formgivning  samt har haft uppdrag som projektledare för mässor och event.
År 2005 tog Andreas Berggren över släktgården Norraback i Sikfors för att utveckla den befintliga odlingen till ett modernt trädgårdsföretag. Norraback trädgård fick uppdraget att ta fram ett nytt koncept för en inomhusträdgård på Luleå flygplats och inspirationen hämtades från de norrbottniska skogarna runt flygfältet. Han var samtidigt ordförande i Hushållningssällskapet Piteåbygden.
Sedan 2012 arbetar Berggren med att ta fram dekorationslösningar för detaljhandeln.

## Konstnärlig verksamhet
År 2007 hade han en separatutställning på Piteå museum tillägnad Carl von Linné. Den innehöll installationer med växtmaterial som grund och den hölls vid liv hela sommaren, vilket gjorde att den var i ständig förändring. Han fick även ställa ut på Norrbottens länsmuseum där han visade mestadels fragila botaniska element såsom maskrosfrökapslar. Numera arbetar han med organiska former i gjuten naturlatex kombinerat med växter. Hans skulpturer är ofta interaktiva genom mekanik eller sensorer.
Bland hans  land art-installationer kan nämnas den i nationalparken "Sagittario" i Abruzzo, där 3 000 sniglar samlades in och kläddes med uv-känsligt pigment i fluorescerande orange. Sniglarna släpptes ut i sin naturliga miljö och klättrade snabbt upp på de blå Erygerontistlarna som växer naturligt där och skapade ett stort fält av lysande "blommor". I installationen  ingick en  befintlig stenmur som modifierades till formen av en snigel. Syftet med sniglarna var enligt Berggren "att få besökarna att fokusera på nuet, tiden och närmiljön istället för att stirra sig blinda på utsikten".
Som konstnär bygger han interaktiva skulpturer av naturlatex kombinerat med växtmaterial. År 2009 skapade han platsspecifika skulpturer för en utställning på Form och DesignCenter i Malmö.  Utställningen gick under namnet Ett botaniskt Tivoli. Utställningen var ett samarbete med blomsterdekorationslärare från hela Norden och skulle markera slutet för ett projekt i att skapa en högre utbildning för blomsterdekoratörer i Norden. Den statliga norska skolan VEA ledde projektet (Experimental floral Design Modul3 ) och eftersom utställningen passade in i den svenska Ingvar Strandhs Blomsterskolas 30-årsjubileum tillverkades och hölls förberedelsearbete inför utställningen delvis där; under utställningen på Form/Designcenter visades en mindre systerutställning på Blomsterskolan i Oxie.

## Utmärkelser
Berggren har vunnit flera utmärkelser för sitt arbete inom Floral Art:
- 2003: Silvermedalj i Franca Villa i Italien, totalt åtta pokaler och priser det året.[15]
- 2004: Guldmedalj i Franca Villa[16]
- 2007: Silvermedalj i Franca Villa [6]

Berggren har även vunnit fler priser i Europamästerskap i samma konstart.